# Вулиця Ярославенка
Вулиця Ярославенка — вулиця у Галицькому районі м. Львова, у місцевості Софіївка. Сполучає вулиці Панаса Мирного та Івана Франка. Прилучаються вулиці Дібровна, Мушака, Карманського.

## Історія та назва
Нинішня вулиця Ярославенка утворилася як частина вулиці Святої Софії ще до 1871 року та не змінювала назви до липня 1944 року. У липні 1944 року перейменована на вулицю Тімірязєва бічну, на честь Климента Тімірязєва, російського природознавця-дарвініста, біолога, фізіолога, одного з основоположників російської і радянської школи фізіологів рослин. Вже 1950 року перейменована на вулицю Івана Франка бічну, на пошану українського письменника, поета, громадського і політичного діяча Івана Яковича Франка. Сучасна назва, на пошану українського композитора і диригента Ярослава Ярославенка (Вінцковського), походить з 1959 року.

## Забудова
На вулиці Ярославенка переважає одно- і двоповерхова садибна, багатоповерхова житлова забудова 1970-х та початку 2020-х років.
№ 21 — житловий комплекс «Вілла Швейцарія» з вбудованим в середину будинком 1892 року.
№ 23а — триває будівництво шестиповерхового житлового будинку на 15 квартир.
№ 30 — житловий комплекс «Ярославенка», що складається з одного чотириповерхового житлового будинку з вбудованими приміщеннями громадського обслуговування, музичною дитячою студією імені Ярослава Ярославенка. На місці житлового комплексу розташовувалася колишня власна вілла Ярослава Ярославенка, що ще 1982 року внесена до Реєстру пам'яток архітектури місцевого значення під охоронним № 1927-м, але 11 вересня 2008 року була знесена забудовником.
№ 36 — п'ятиповерховий житловий будинок на 34 квартири, збудований у 2017—2020 роках.